# قرية الشبكي
قرية الشبكي قرية سورية في جبل العرب تبعد عن مدينة السويداء 38 كيلو متر من جهة الشرق ترتفع عن سطح البحر 1350م، يبلغ عدد سكانها ما يقارب 1300 نسمة.
الشبكي معقل الثوار دارت فوقها إبان الثورة السورية الكبرى رحى معركة شهيرة تكبد على أثرها الفرنسيين خسائر كبيرة يوجد فيها مدفن وضريح رشيد طليع{أول رئيس وزارة في إمارة شرقي الأردن} في جنوب سوريا.
قرية «الشبكي» التي تحاكي الزمن ببطولات أهلها، وعزيمة رجالها ضمت في ترابها أمجاد الماضي العريق وقدمت لأبنائها الحاضر الوثيق، ليشهد على عظمتها، ثوار دفنوا فيها من أجل الاستقلال، وشهداء كانوا لها فداء.
«كادت معركة «الشبكي» التي وقعت في /21/ أيلول عام 1926 أن تكون أشد وطأة على الغزاة الفرنسيينمن معركتي «المزرعة» و«الكفر»، لولا بعض الأسباب التي أنقذت رأس الفرنسيين في آخر اللحظات ومنها القصف الجوي العنيف الذي حصد أرواح المدنيين بلا أي ضمير، فبعد معركتي الكفر والمزرعة وسقوط هيبة الجيش الفرنسي، قرر القائد العسكري الذائع السيط «أندريا» أن يسوق حملة جرارة لقمع التمرد وإخضاع الجبل نهائيا»،

«كانت «اللجاة» العقدة الكبيرة في مخطط «أندريا» حيث كان الثوار يلقنون الفرنسيين دروسا لا يمكن أن ينسوها على مر التاريخ وخاصة في «الصورة» ومعارك «صميد» الثلاث والتي كان آخرها بقيادة الجنرال «رينيو» والمترجم العربي «زهران»، وبعد ذلك سيّر حملته من «طربا» حتى وادي «الرشيدي»، وأسقطت له طائرة في «طربا» وجرت معركة طاحنة في وادي «الغيضة»، ويسجل هناك للبطل الشهيد «عبد الله أبو زيدان» ورفاقه الأبطال من القرى المجاورة الذين استبسلوا في المعركة لإعاقة تقدم الزحف الفرنسي إلى «الشبكي»، وتابعت الحملة السير باتجاه القرى الشرقية وصولا إلى قرية «الشبكي» وحطت الحملة رحالها هناك بسبب وجود برك ماء متسعة من أجل خيول السواري والجند، كان الثوار قد شكلوا عصاباتهم، منها عصابة «محمد باشا عز الدين» التي كانت تلاحق الحملة من الخلف، وعصابة الثائر والقائد «رشيد طليع» على حدود البادية وعصابة «عادل بيك أرسلان»، وعصابة سلطان باشا الأطرش في قرية «الرشيدي» وكان توضع الثوار في الأودية وبين الصخور والأماكن الوعرة محاصرين الحملة، فبدأت المعركة في 21 أيلول وأطبق الثوار من «سالي» و«بوسان» وقرية «اسعنا» ووادي «الرشيدي» كما جاء في مذكرات الجنرال «أندريا»، وبقيت الحملة أكثر من ثماني ساعات، حيث اسقط الثوار طائرة وهناك من يقول طائرتين، وكانت خسائر الثوار كبيرة حيث استشهد «عبد الحليم الجردي» و«شحاذي حيدر» و«عبد الله أبو زيدان» و«محمد وقاسم شرف الدين» و«سليمان الشاعر» و«محمد شيا»، وعدد من شهداء قرية «الشبكي» بينهم أربع نساء».
جراء المناورات التي جرت بين الثوار في السويداء والجيش الفرنسي قصف الطيران القرية ضناً منهم أن الثوار متمركزين فيها فذهب عدد من الشهداء منهم «سليم أبو عمار» ومن النساء «هدية الجباعي» و«خزعه سعيد» و«رضيه حمايل» و«خزمه أبو عمار»، بعد أن تمكنت الحملة من الفرار اتجهت جنوبا حتى قرية «الرشيدي» حيث توالت عليها الهجمات واستشهد هناك «نايف الجباعي» و«سالم كمال»».
يقول الشاعر الكبير «صالح عمار» مخلداً
هذه المعركة:
«رشيد الباشا طليع/ حالف لفرنسا ما يطيع
ليحصل على جميع/ حقوق بلادو ويصفى الكاس
بالشبكي علّق الشر/ تحاوطوها سباع البر
ذوقوهم زوم المر/ باسعنا اشتد القواس
أهل الشبكي يوم الضيق/ فرقوا العسكر تفريق
صويبهم ما ظني يفيق/ يموت ولا يطلعلوا انفاس».